# Pointeur
Als Pointeur bezeichnet man beim Glücksspiel einen Gegenspieler des Bankhalters. 
Aufgrund gewisser Asymmetrien in den Regeln der meisten Bankhalterspiele sind die Pointeure gegenüber dem Bankhalter im Allgemeinen im Nachteil.

## Etymologie
Der Begriff stammt vom Pharospiel, wo der Mindesteinsatz Point (frz. Punkt) genannt wurde. Das Setzen gegen die Bank nennt man daher auch Pointieren.
Das französische Wort Pointeur wandelte sich zum italienischen Ponte, der Bezeichnung desjenigen Spielers beim Baccara, der den höchsten Einsatz gegen den Bankhalter setzt, und weiter zum spanischen Punto in Punto Banco.